# Air Mauritius
Air Mauritius, nom comercial d'Air Mauritius Limited, és l'aerolínia de bandera de Maurici. Té la seu a Port Louis i la seva base principal a l'Aeroport Internacional Sir Seewoosagur Ramgoolam. A juliol del 2019, la seva flota incloïa dos Airbus A319-100, dos Airbus A330-200, dos Airbus A330-900neo, tres Airbus A340-300, dos Airbus A350-900, tres ATR 72-500 i dos helicòpters Bell 206 JetRanger.